# بيلبو باجنز

رسم توضحي بواسطة ج. ر. ر. تولكين لشخصية بيلبو

بيلبو باجنز (بالإنجليزية: Bilbo Baggins)‏ هو شخصية خيالية والرئيسية البطلة في رواية الهوبيت للكاتب ج. ر. ر. تولكين، إضافة كونه شخصية ثانوية في سيد الخواتم. الممثل مارتن فريمان جسد دور بيلبو في ثلاثية أفلام الهوبيت للمخرج بيتر جاكسون.
في رواية الهوبيت، يقوم الساحر جاندالف بتكليف بيلبو و13 قزمًا يقودهم ملكهم ثورين أوكنشيلد في مهمة لاستعادة الجبل الوحيد والكنز الموجود فيه من التنين سماوج.